# Hydrobiosis chalcodes
Hydrobiosis chalcodes là một loài Trichoptera trong họ Hydrobiosidae. Chúng phân bố ở miền Australasia.